# 水玉れっぷう隊
水玉れっぷう隊（みずたまれっぷうたい）は、吉本興業所属のお笑いコンビ。1992年結成。2008年に「バイキング」へ改名するも、2010年2月に戻す形で再改名した。

## メンバー
- ケン（本名：松谷 賢示〈まつたに けんじ〉1969年8月22日 -（55歳））
  - ボケ担当、立ち位置は向かって右。
  - 奈良県吉野郡天川村洞川生まれ、桜井市育ち。奈良県立広陵高等学校卒業。
  - 身長163cm、体重56kg。血液型B型。
  - 趣味は野球、帽子集め、創作鼻歌、縄跳び、匍匐前進。
- アキ（本名及び旧芸名：荒木 良明〈あらき よしあき〉1969年8月22日 -（55歳））
  - ツッコミ担当、立ち位置は向かって左。
  - 大阪府岸和田市出身（その後奈良県高市郡明日香村に居住）、奈良県立榛原高等学校（現: 奈良県立榛生昇陽高等学校）卒業。
  - 身長173cm、体重66kg。血液型A型。
  - 趣味はスポーツ、空手、野球、ダンス、格闘技。

2人の生年月日が偶然同じである（他には素敵じゃないかの例がある）。

## 来歴
2人は同じ奈良出身、高校時代アルバイト先だったディスコで同じ誕生日だということで意気投合。
アキは高校卒業後、東映京都太秦に入団。次代を期待されるほどの売れっ子スタントマンの1人として活動していた。一方のケンは父が警察官だったということで自身も警察官を目指したが試験に不合格となり陸上自衛隊福知山駐屯地で、迫撃砲を扱う部隊に所属した。
その後元芸人の横山アラン・ドロンのドロンが経営するショーパブ「アラン・ドロン」に入り、1992年（平成4年）2月にコンビ結成。チェッカーズがチェックの服を着てチェッカーズなのであれば、自分たちは水玉にしようというのがコンビ名の由来。
ケンはコンビ結成後に吉本新喜劇と並行して、映画・ドラマなどに数多く出演していた。
2008年6月、『やりすぎコージー』（テレビ東京）にてコンビ名を「バイキング」に改名することを発表した。
テンダラーらと4人でダンスユニット「ギアトランス4」を結成（現在は休止状態）。
ケンはGB (Geinin Band) というバンドでも活動中。
2010年2月13日、コンビ名を「水玉れっぷう隊」に再改名する形で戻した。その一番の理由は「バイきんぐと混同される恐れがあるから」だが、定着しなかったのも再改名に至った原因と思われる。
2014年7月、拠点の劇場としているルミネtheよしもとの喜劇・石田靖班に出演していた2人のうち、アキのみ吉本新喜劇に入団し、活動拠点が東京と大阪に分かれてからも、石田が座長を務める喜劇『石田笑店』にはコンビで出演していた。2023年5月にはアキが吉本新喜劇座長に昇格した。2025年にはケンが新喜劇の新星を発見する『金の卵12個目オーディション』に受験し、合格。コンビ揃って新喜劇に在籍することになり、ケンも再び活動拠点を大阪に戻した。
2018年8月20日、ケンが約6000人の中から6次審査まである吉本坂46の最終オーディションに合格、メンバー（1期生）に選ばれる。

## 出演

### バラエティ
- クイズ!紳助くん（朝日放送）
- 屋台の目ぇ（毎日放送）
- 笑いの剣（朝日放送）
- すんげー!Best10（朝日放送）
- わらいのじかん（テレビ朝日）
- おとなのえほん（サンテレビ）
- やりすぎコージー（テレビ東京）
- アメトーーク!（テレビ朝日）
- 吉本海岸通り劇場 アチャコTV（サンテレビ）
- オールザッツ漫才（毎日放送） 1992年 - 1998年(テレビデビュー)
- 爆笑BOOING（関西テレビ） 1週勝ち抜き
- 光速脳天!ベタキング（関西テレビ）

### テレビドラマ
- 鈴子の恋（東海テレビ）- アキ：杉浦エノスケ 役、ケン：芳一 役
- 新・ミナミの帝王10（2015年）[要出典]

### 映画
- KILLERS キラーズ　『PERFECT PARTNER』- 2003年